# قرار

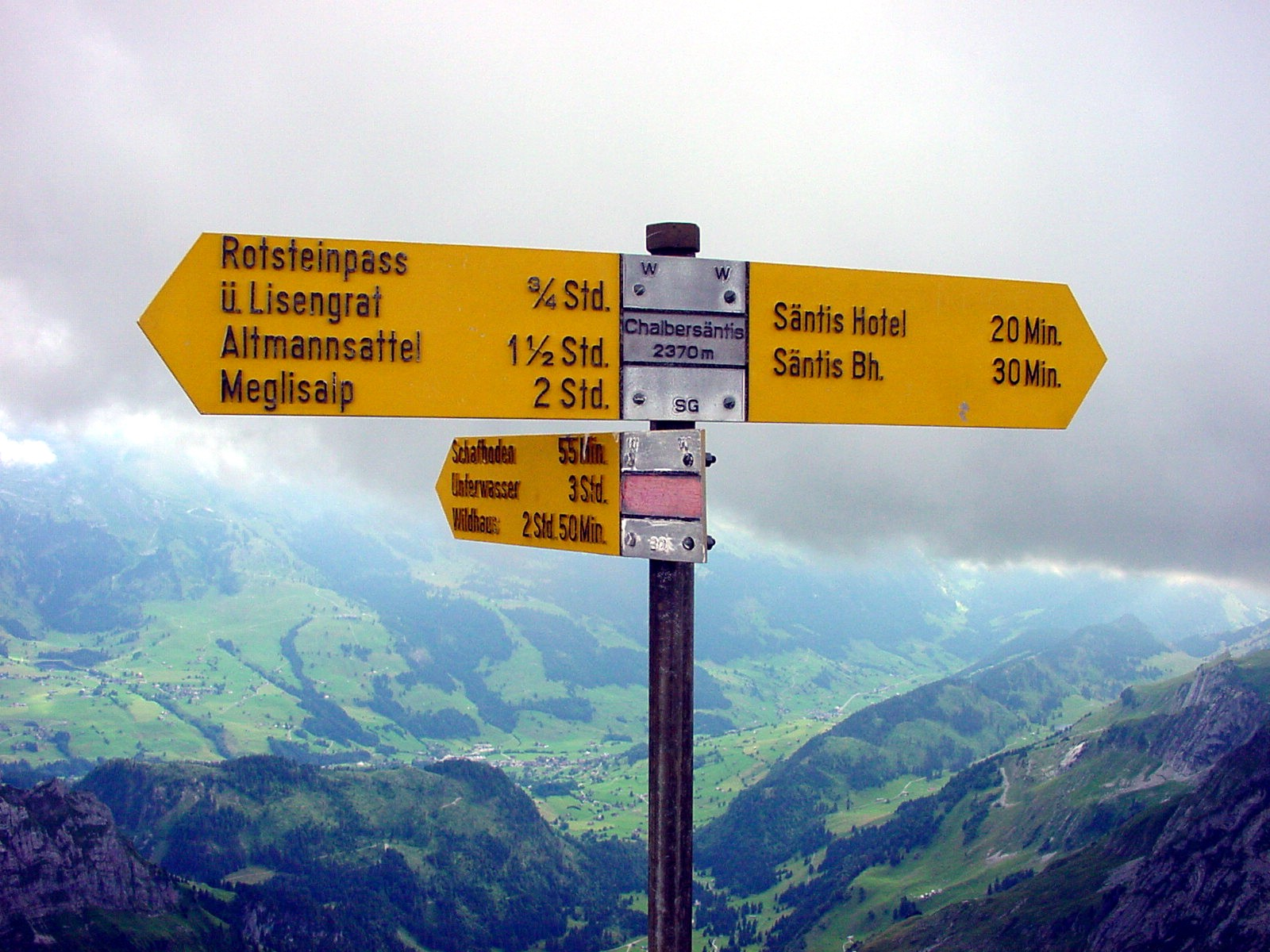
مفترق طرق يتحتم عنده اتخاذ قرار بالجهة التي ينبغي المسير إليها، إما إلى اليمين أو اليسار أو المسير إلى الأمام أو العودة إلى الوراء.

القرار هو عملية عقلية يقوم بها المرء لاختيار طريقة القيام بفعل معين أو قول معين من بين عدّة خيارات ممكنة مع الأخذ بعين الاعتبار في أغلب الأحيان الأهداف المنشودة أو الطرق السليمة أو الاراء المناسبة لشخصية متخذ القرار التي تحدد ماذا يهدف من اتخاذ القرار.
إن تقييم القرارات والعواقب المترتبة على أخذها هو موضوع اهتمام نظرية القرار؛ إذ تولى أهمية كبيرة للتدريب على حسن اتخاذ القرار؛ كما أصبح من الممكن استخدام وسائل تقنية تساعد على اتخاذ القرارات مثل نظام دعم قرار أو الاستشارات الأخرى من بعض الاشخاص الذين يساعدونه في اتخاذ القرار وكذلك تأثير بعض العوامل الأخرى.

## اقرأ أيضاً
- اتخاذ القرار
- نظرية القرار
- نظام دعم قرار
- شجرة القرار